# Kenichi Nozawa
Kenichi Nozawa (野澤 健一 Nozawa Kenichi?), född 27 januari 1984 i Nagano prefektur, är en japansk fotbollsspelare.
Nozawa började sin karriär 2008 i Sagawa Printing. 2009 flyttade han till AC Nagano Parceiro. Han spelade 129 ligamatcher för klubben. Han avslutade karriären 2014.